# Parteidisziplin
Parteidisziplin ist der Gehorsam des Parteimitglieds gegenüber den Beschlüssen der Partei auch gegen seine eigenen Überzeugungen.

## Grundkonflikt
Eine Partei stellt einen Zusammenschluss von Menschen mit gemeinsamen Grundüberzeugungen und/oder Interessen zur Durchsetzung gemeinsamer Ziele dar. Auch wenn diese Menschen gemeinsame Grundüberzeugungen haben, so sind sie jedoch in Einzelfragen vielfach unterschiedlicher Meinung. Im innerparteilichen Meinungsbildungsprozess bildet sich eine Mehrheitsmeinung sowie Minderheitenmeinungen heraus.
Für die Partei als Organisation ist ein einheitliches Auftreten wichtig, da dies die Durchsetzungsfähigkeit ihrer Positionen fördert. Die Forderung nach Parteidisziplin folgt dieser Überlegung. Auf der anderen Seite ist eine Breite der innerparteilichen Meinungen notwendig, um eine möglichst große Zahl an Mitgliedern und Wählern an sich zu binden.
Aus Sicht des einzelnen Mitglieds oder Minderheitenflügel stellt sich die Frage, ob ein Werben für die Minderheitenposition innerhalb der Partei oder ein Austritt für die Durchsetzung der eigenen Position sinnvoller ist. Bei einem Verbleiben innerhalb der Partei ist die Akzeptanz der Mehrheitsmeinung als Mehrheitsmeinung der Partei Ausdruck der Parteidisziplin.
Analog besteht ein Konflikt zwischen dem freien, nur dem Gewissen unterworfenen Mandat des Abgeordneten und den Parteibeschlüssen vgl. Fraktionsdisziplin.

## Begriffsabgrenzungen
In Demokratien ist das Vertreten der eigenen Meinung auch gegen andersdenkende Mehrheiten als Minderheitenschutz konstitutives Element. Es wird als Zivilcourage positiv bewertet. Umgekehrt wird eine Akzeptanz der Mehrheitsmeinung gegen eigene Überzeugung aus rein taktischen Gründen vielfach kritisiert.
Parteimitglieder, die in diesem Sinne Parteidisziplin üben, werden negativ als Parteisoldat, Apparatschik oder Bonze bezeichnet.
Positiver wird der Sachverhalt mit Parteisolidarität oder Parteiräson beschrieben.

## Erzwingung der Parteisolidarität
Parteien müssen in Deutschland gemäß dem Parteiengesetz demokratisch organisiert sein. Damit sind Verstöße gegen die Forderung nach Parteidisziplin nur dann durch die Partei im Rahmen eines Parteiordnungsverfahrens zu sanktionieren, wenn die Grundsätze der Partei betroffen sind. Ein Vertreten von Minderheitsmeinungen durch Parteimitglieder (auch in der Öffentlichkeit) in anderen Fragen muss die Partei hinnehmen. Insbesondere der Parteiausschluss unterliegt gemäß § 10 Abs. 4 Parteiengesetz höheren Hürden. Ein Mitglied kann aus der Partei ausgeschlossen werden, wenn es vorsätzlich gegen die Satzung oder erheblich gegen Grundsätze der Ordnung der Partei verstößt und ihr damit schweren Schaden zufügt.
Dennoch bestehen für die Parteien Instrumente, Mitglieder zur Parteisolidarität zu zwingen. Die Partei ist frei darin, Mitglieder in Parteiämter oder auf Wahllisten zu wählen. Ein Mitglied, das sich inhaltlich von der Mehrheitslinie entfernt hat, gefährdet daher seine Wiederwahl. Bei Parlamentarischen Abstimmungen ist dieser Mechanismus in Form des Fraktionszwang regelrecht institutionalisiert: obwohl formal gesehen Abgeordnete nur ihrem Gewissen verantwortlich sind, erwarten die Parteien bei Abstimmungen die Unterstützung der Fraktionslinie, nur in bestimmten Fällen wird der Fraktionszwang aufgehoben. Die Gewissensabstimmung wird so von der verfassungsrechtlichen Norm zum Ausnahmefall.

## Entzug der Parteidisziplin durch Parteiaustritt
Der freiwillige Parteiaustritt nimmt jedoch dem Parteimitglied die Möglichkeit weiter Einwirkung auf das Gruppenverhalten insgesamt zu haben. Soziologisch ist die Parteidisziplin daher ein Phänomen der Gruppendynamik.

## Parteidisziplin im Sozialismus
In den sozialistischen Staaten war die Erzwingung der Einhaltung der Parteidisziplin ein konstitutives Element der Parteidiktatur. Gemäß dem Prinzip des „Demokratischen Zentralismus“ waren die Vorgaben der jeweils höheren Parteiinstanz für die unteren verbindlich. So galt z. B. für die SED:

„Der Organisationsaufbau der Partei beruht auf dem Prinzip des Demokratischen Zentralismus. Dieser Grundsatz besagt: ... c) daß alle Beschlüsse der höheren Parteiorgane für die nachgeordneten Organe verbindlich sind, straffe Parteidisziplin zu üben ist und die Minderheit sowie der Einzelne sich den Beschlüssen der Mehrheit diszipliniert unterordnet.“

Entsprechend war ein Verstoß gegen die von oben vorgelegten Vorgaben ein Grund für Parteiordnungsverfahren.

„Wer gegen die Einheit und Reinheit der Partei verstößt, ihre Beschlüsse nicht erfüllt, die Partei- und Staatsdisziplin verletzt ist ... zur Verantwortung zu ziehen.“

Die Parteimitglieder befanden sich in einem starken Abhängigkeitsverhältnis zur SED. Parteistrafen oder gar ein Parteiausschluss hatten den Verlust von Funktion und Arbeitsplatz außerhalb der Partei sowie den Verlust von Privilegien zur Folge.